# Cerollera (ort)
Cerollera är en ort i Spanien.   Den ligger i provinsen Provincia de Teruel och regionen Aragonien, i den östra delen av landet, 300 km öster om huvudstaden Madrid. Cerollera ligger 847 meter över havet och antalet invånare är 126.
Terrängen runt Cerollera är huvudsakligen kuperad, men söderut är den platt. Cerollera ligger uppe på en höjd. Runt Cerollera är det mycket glesbefolkat, med 4 invånare per kvadratkilometer. Närmaste större samhälle är Calanda, 18,6 km nordväst om Cerollera. 